# Prim-ministrul Finlandei
Prim-ministrul Finlandei (în finlandeză Suomen pääministeri, în suedeză Finlands statsminister) este șeful Guvernului finlandez⁠(d). Prim-ministrul Finlandei este șeful guvernului și este numit de către președinte. Primul prim-ministru a fost Pehr Evind Svinhufvud, care a fost numit în funcție la 27 noiembrie 1917. 

## Procedura
În temeiul dispozițiilor Constituției Finlandei, președintele numește un prim-ministru, după ce partidele din parlament⁠(d) au negociat distribuirea de mandate în noul Consiliu de Stat⁠(d) și programul guvernului. Parlamentul trebuie să-l valideze pe prim-ministrul nominalizat cu o majoritate absolută într-un vot de încredere în care nu sunt și alți candidați. În cazul în care candidatul nu primește suficient sprijin, urmează o nouă rundă de negocieri și o a doua numire de către președinte. Dacă nici cel de-al doilea candidat nu reușește să câștige o majoritate absolută, se ține un al treilea vot în care orice membru al parlamentului poate să desemneze un candidat; în această rundă, pluralitatea este suficientă pentru alegerea ca prim-ministru. Delegarea oficială de către președinte urmează după alegerea din Parlament.
Procedura de mai sus a fost folosită prima dată pentru a o alege pe Anneli Jäätteenmäki în funcția de premier în anul 2003. Anterior se presupunea că președintele va nominaliza candidatul care într-o a treia rundă de vot ar fi obținut o majoritate relativă, de obicei, liderul celui mai mare partid. Înainte ca noua constituție să fie adoptată, competența formală de a numi prim-ministrul și restul Consiliului de Stat era privilegiul președintelui, care era liber să se abată de la principiile parlamentare, deși miniștrii numiți trebuia să aibă încrederea parlamentului.
În mod oficial, prim-ministrul îi numește pe ceilalți membri ai Consiliului de Stat, care sunt, apoi, cu acordul Parlamentului, numiți de către președinte. În practică, locurile sunt împărțite între partide în timpul negocierilor pentru formarea guvernului, astfel încât candidatul la funcția de premier trebuie să ia în considerare opiniile partidelor participante și nu poate desemna sau elimina pe oricine dorește.

## Istoria
În 1918, Senatul Finlandei a fost transformat în Consiliul de Stat al Finlandei⁠(d), și funcția de vicepreședinte al Diviziei Economice a fost transformată în cea de prim-ministru. Kesäranta⁠(d), situat în cartierul Meilahti⁠(d) din Helsinki, a devenit reședința oficială a prim-ministrului Finlandei începând cu 1919.
De-a lungul independenței sale, declarate în 1917, Finlanda a avut 72 de cabinete. Cea mai lungă durată au avut-o cele două cabinete ale prim-ministrului Paavo Lipponen (Lipponen I și Lipponen II), ambele durând cât întreaga legislatură, adică 1464 de zile.

## Lista prim-miniștrilor Finlandei
Această listă este generată cu date din Wikidata și este actualizată periodic de un robot.
 Editările făcute în listă vor fi șterse la următoarea actualizare!
| Foto | Nume                  | Începutul mandatului                        | Sfârșitul mandatului                        |
| ---- | --------------------- | ------------------------------------------- | ------------------------------------------- |
|      | Pehr Evind Svinhufvud | 1917-11-27 1930-07-04                       | 1918-05-27 1931-02-18                       |
|      | Juho Kusti Paasikivi  | 1918-05-27 1944-11-17                       | 1918-11-27 1946-03-09                       |
|      | Lauri Ingman          | 1918-11-27 1924-05-31                       | 1919-04-17 1925-03-31                       |
|      | Kaarlo Castrén        | 1919-04-17                                  | 1919-08-15                                  |
|      | Juho Vennola          | 1919-08-15 1921-04-09                       | 1920-03-15 1922-06-02                       |
|      | Rafael Erich          | 1920-03-15                                  | 1921-04-09                                  |
|      | Aimo Cajander         | 1922-06-02 1924-01-18 1937-03-12            | 1922-11-14 1924-05-31 1939-12-01            |
|      | Kyösti Kallio         | 1922-11-14 1925-12-31 1929-08-16 1936-10-07 | 1924-01-18 1926-12-13 1930-07-04 1937-02-15 |
|      | Antti Tulenheimo      | 1925-03-31                                  | 1925-12-31                                  |
|      | Väinö Tanner          | 1926-12-13                                  | 1927-12-17                                  |
|      | Juho Sunila           | 1927-12-17 1931-03-21                       | 1928-12-22 1932-12-14                       |
|      | Oskari Mantere        | 1928-12-22                                  | 1929-08-16                                  |
|      | Toivo Mikael Kivimäki | 1932-12-14                                  | 1936-10-07                                  |
|      | Risto Ryti            | 1939-12-01                                  | 1940-12-19                                  |
|      | Johan Wilhelm Rangell | 1941-01-03                                  | 1943-03-05                                  |
|      | Edwin Linkomies       | 1943-03-05                                  | 1944-08-08                                  |
|      | Antti Hackzell        | 1944-08-08                                  | 1944-09-21                                  |
|      | Urho Castrén          | 1944-09-21                                  | 1944-11-17                                  |
|      | Mauno Pekkala         | 1946-03-26                                  | 1948-07-29                                  |
|      | Karl-August Fagerholm | 1948-07-29 1956-03-03 1958-08-29            | 1950-03-17 1957-05-27 1959-01-13            |
|      | Urho Kekkonen         | 1950-03-17 1954-10-20                       | 1953-11-17 1956-03-03                       |
|      | Sakari Tuomioja       | 1953-11-17                                  | 1953-11-17                                  |
|      | Ralf Törngren         | 1954-05-05                                  | 1954-10-20                                  |
|      | V. J. Sukselainen     | 1957-05-27 1959-01-13                       | 1957-11-29 1961-07-14                       |
|      | Rainer von Fieandt    | 1957-11-29                                  | 1958-04-26                                  |
|      | Reino Kuuskoski       | 1958-04-26                                  | 1958-08-29                                  |
|      | Martti Miettunen      | 1961-07-14 1975-11-30 1976-09-29            | 1962-04-13 1976-09-28 1977-05-14            |
|      | Ahti Karjalainen      | 1962-04-13 1970-07-15                       | 1963-12-18 1971-10-29                       |
|      | Reino Ragnar Lehto    | 1963-12-18                                  | 1964-09-12                                  |
|      | Johannes Virolainen   | 1964-09-12                                  | 1966-05-27                                  |
|      | Rafael Paasio         | 1966-05-27 1972-02-23                       | 1968-03-22 1972-09-04                       |
|      | Mauno Koivisto        | 1968-03-22 1979-05-26                       | 1970-05-14 1982-01-26                       |
|      | Teuvo Aura            | 1970-05-14 1971-10-29                       | 1970-07-15 1972-02-23                       |
|      | Kalevi Sorsa          | 1972-09-04 1977-05-15 1982-02-19            | 1975-06-13 1979-04-26 1987-04-30            |
|      | Keijo Liinamaa        | 1975-06-13                                  | 1975-11-30                                  |
|      | Harri Holkeri         | 1987-04-30                                  | 1991-04-26                                  |
|      | Esko Aho              | 1991-04-26                                  | 1995-04-13                                  |
|      | Paavo Lipponen        | 1995-04-13                                  | 2003-04-17                                  |
|      | Anneli Jäätteenmäki   | 2003-04-17                                  | 2003-06-24                                  |
|      | Matti Vanhanen        | 2003-06-24                                  | 2010-06-22                                  |
|      | Mari Kiviniemi        | 2010-06-22                                  | 2011-06-22                                  |
|      | Jyrki Katainen        | 2011-06-22                                  | 2014-06-24                                  |
|      | Alexander Stubb       | 2014-06-24                                  | 2015-05-28                                  |
|      | Juha Sipilä           | 2015-05-29                                  | 2019-06-06                                  |
|      | Antti Rinne           | 2019-06-06                                  | 2019-12-10                                  |
|      | Sanna Marin           | 2019-12-10                                  | 2023-06-20                                  |
|      | Petteri Orpo          | 2023-06-20                                  |                                             |